# Baketaton
Baketaton, auch Baket-Aton oder Beketaton, war eine altägyptische Prinzessin der 18. Dynastie (Neues Reich). Außer den Inschriften und Abbildungen in Achet-Aton, dem heutigen Tell el-Amarna, ist nichts über das Leben oder den späteren Verbleib dieser Königstochter bekannt.

## Familie und Titel
Die Herkunft von Baketaton ist unbekannt, da diese in Inschriften nicht genannt wird. Sie wird als Sat-nisut („Tochter des Königs“) bezeichnet. Als gesichert kann ihre Einordnung in die Zeit und Familie um Amenophis III. und Amenophis IV. (Echnaton) gelten, da die wenigen Belege, die es über sie gibt, bisher ausschließlich aus Echnatons ehemaliger Hauptstadt Achet-Aton stammen. Es sind keine Darstellungen bekannt, die in den Beischriften explizit einen Vater oder eine Mutter dieser Königstochter benennen, weshalb die Annahmen über ihre Eltern Vermutungen darstellen.
Baketaton führt den Titel einer „Königstochter“. Inschriften im Grab des Vermögensverwalters und Haremsvorstehers der Großen königlichen Gemahlin Teje, Huja, in Achet-Aton (Amarna Grab 1) bezeichnen sie mehrfach als „Tochter des Königs, von seinem Leibe, die er liebt, Baketaton“. Der Name des Königs ist nicht erwähnt. Ein Hinweis auf die Mutter fehlt, wie es beispielsweise bei den Inschriften zu allen sechs Töchtern von Echnaton und Nofretete der Fall ist: „Tochter des Königs, von seinem Leibe, die er liebt, geboren von der Großen königlichen Gemahlin Nefer-Neferu-Aton-Nofretete“. Da in den Darstellungen im Grab sowohl Teje und Baketaton als auch Nofretete und einige Töchter abgebildet und durch die Inschriften zu identifizieren sind, kann ausgeschlossen werden, dass Baketaton eine Tochter von Nofretete und Echnaton war.

## Darstellungen

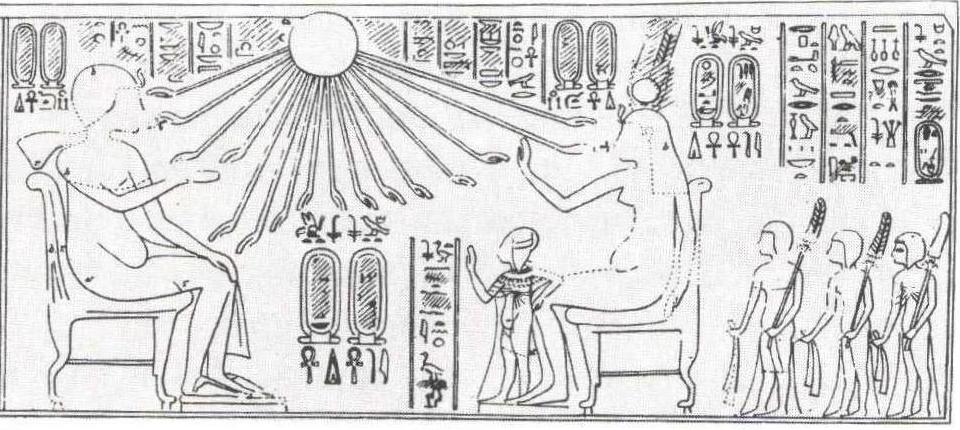
Amenophis III. (links), Teje und Baketaton (rechts); der Name Baketaton befindet sich in der Inschrift vor ihr; die Namen von Amenophis III. und Teje sind in Kartuschen oben hinter der Darstellung der Teje geschrieben

Die Abbildungen Baketatons und die Inschriften, die sie namentlich nennen, sind immer eng mit der Darstellung der Großen Königlichen Gemahlin Teje verbunden, deren Name in diesen Reliefs wie der von Nofretete in einer Kartusche geschrieben ist. In einer Szene werden Baketaton und Teje von Amenophis III. begrüßt und beide heben als Zeichen der Ehrerbietung jeweils eine Hand. Diese Darstellung von Amenophis III. in Achet-Aton war unter anderem Anlass für die Annahme einer Koregentschaft zwischen Vater und Sohn. Andererseits wurde sie als posthume Ehrung des verstorbenen Königs durch seine Frau und Tochter gesehen. Die andere Seite des Reliefs zeigt Echnaton, Nofretete und vier Töchter des Königspaares: Meritaton, Maketaton, Anchesenpaaton und Neferneferuaton tascherit. Baketaton ist in zwei weiteren Szenen im Grab zu sehen: In einer fertigt Auta (Iuti), der Oberaufseher der Bildhauer der Königin Teje, eine Statuette von ihr, in einer anderen betritt die Königstochter gemeinsam mit Echnaton und Teje einen Tempel.

## Schlussfolgerungen und Streitfragen

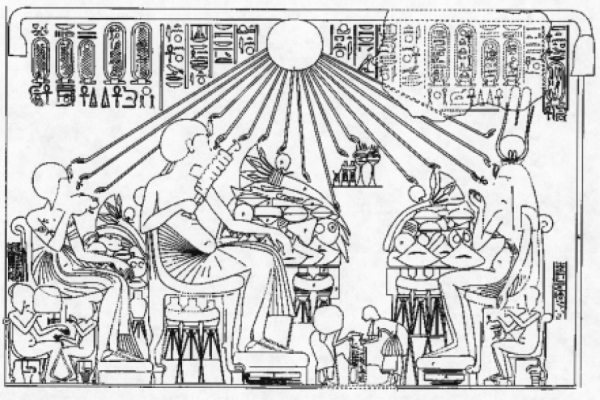
„Bankett-Szene“, von links nach rechts: zwei Töchter Nofretetes, davon eine Meritaton, Nofretete, Echnaton, Teje und Baketaton

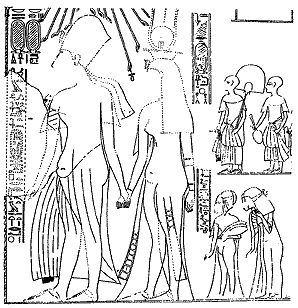
Echnaton, Teje, Baketaton beim Betreten eines Tempels

### Herkunft und Alter
Baketaton trägt auf den Abbildungen die sogenannte Jugendlocke, auch als Seitenlocke oder Seitenzopf bezeichnet, was auf ein kleines Kind oder aber auch ein jugendliches junges Mädchen hinweisen kann. Der Symbolgehalt innerhalb der altägyptischen Kunst kann hier variieren, so dass kleine Kinder älter dargestellt sind als sie es tatsächlich waren oder andernfalls auch jünger. Baketatons Darstellung spricht für ein vier- bis fünfjähriges Kind, was jedoch nach Joyce Tyldesley nicht der Fall sein kann, wenn sie eine weitere Tochter von Amenophis III. und Teje gewesen ist. In diesem Fall muss sie deutlich älter gewesen sein. Howard Carter zufolge war Baketaton das jüngste Kind von Amenophis III. und Königin Teje. Seiner Auffassung nach hatte Baketaton in etwa dasselbe Alter wie Anchesenpaaton, die drittälteste Tochter von Echnaton und Nofretete, die um das fünfte beziehungsweise sechste Regierungsjahr des Echnaton geboren wurde.
In seiner Dokumentation zu den Felsengräbern von Amarna geht Norman de Garis Davies in Band III auf alle Darstellungen im Grab des Huja ein. Zu der Szene von Amenophis III., Teje und Baketaton vermerkt er: „Die Beschreibung zu Baketaton, Tochter des Königs, von seinem Leibe, die er liebt, ist hier zum ersten Mal in Gegenwart ihres königlichen Vaters vorhanden.“
In der 1910 von Theodore M. Davis erschienenen Veröffentlichung The tomb of Queen Tîyi. The discovery of the tomb des 1907 entdeckten Grabes KV55 im Tal der Könige behandelt ein Abstrakt von Gaston Maspero das Leben von Königin Teje, da Davis dieses Grab als das ihre ansah. Zu Baketaton hält Maspero fest, dass seinerzeit nichts außer dem Namen der Prinzessin bekannt war. Da sie ausschließlich in Achet-Aton genannt wird und über die Inschriften keinerlei Identifikation der Eltern möglich ist, ihr Name zudem den Gott Aton beinhaltet, wurde angenommen, sie sei eine Tochter Echnatons. Maspero führte aus, es gäbe Beweise, dass Baketaton eine spät geborene Tochter von Teje und Amenophis III. sei und ihr ursprünglicher Name vermutlich Baketamun gelautet haben könnte, der schließlich in der Regierungszeit Echnatons in Baketaton geändert worden war. Er nimmt an, dass Baketaton sehr jung gewesen ist, als ihr Vater verstarb, da sie im 12. Regierungsjahr von Echnaton als kleines Mädchen dargestellt wird. Aufgrund ihrer einzig dokumentierten Nennung in Achet-Aton muss Baketaton in den späten Regierungsjahren von Amenophis III. geboren worden sein.
Die naheliegendste Schlussfolgerung dieser Darstellungen ist deshalb, Baketaton als eine Tochter von Amenophis III. und Teje zu sehen. Diese These wird unter anderem von den Ägyptologen Howard Carter, Cyril Aldred und Christiane Desroches Noblecourt sowie L. Green vertreten. Baketaton wäre damit neben Sitamun, Isis, Henuttaunebu und Nebet-tah die fünfte Tochter des Königspaares.
Marc Gabolde hingegen sieht Baketaton als eine Tochter Echnatons und dessen großer Geliebten Kija. Die Beziehung von Teje zu Baketaton sei deswegen eher das von einer Königin zu ihrer Enkelin gewesen.
Nicholas Reeves nahm zur Elternschaft unter anderem an, dass Baketaton aber auch eine Tochter Amenophis’ III. und dessen Tochter Sitamun gewesen sein könnte.

### Name
Zeitweilig wird auch vermutet, dass Baketaton ein neu angenommener Name war und sie ursprünglich Baketamun hieß. Dies äußerte bereits Gaston Maspero und Erik Hornung spricht sich ebenfalls dafür aus. Eine von Nicholas Reeves Thesen zu Baketamun ist die Umbenennung der Prinzessin Sitamun in Baketaton, die in der Amarna-Zeit einen für diese Zeit angepassten Namen angenommen hatte. Joyce Tyldesley nennt in diesem Zusammenhang Prinzessin Nebet-tah, eine weitere Tochter von Amenophis III. und Teje. Diese Königstochter ist jedoch selten dargestellt.
Über ihr Leben oder ihren Tod ist nichts überliefert und sie wird nach dem Tod Tejes im 14. Regierungsjahr Echnatons in keiner Inschrift mehr genannt.
Baketatons Grabstätte ist ebenfalls unbekannt.